# Сагрис (Сан-Паулу)
Сагрис (порт. Sagres) — муниципалитет в Бразилии, входит в штат Сан-Паулу. Составная часть мезорегиона Президенти-Пруденти. Входит в экономико-статистический микрорегион Адамантина. Население составляет 2281 человек на 2006 год. Занимает площадь 148,931 км². Плотность населения — 15,3 чел./км².

## Статистика
- Валовой внутренний продукт на 2003 составляет 15 592 629,00 реалов (данные: Бразильский институт географии и статистики).
- Валовой внутренний продукт на душу населения на 2003 составляет 6626,70 реала (данные: Бразильский институт географии и статистики).
- Индекс развития человеческого потенциала на 2000 составляет 0,723 (данные: Программа развития ООН).